# Robert Morris (politiker)
Robert Morris, född 20 januari 1734 i Liverpool, England, död 8 maj 1806 i Philadelphia Pennsylvania, var en engelsk-amerikansk politiker och handelsman. Han var med om att underteckna USA:s självständighetsförklaring, konfederationsartiklarna och USA:s konstitution. Han blev känd som amerikanska revolutionens finansiär tack vare sin roll i finansieringen av den amerikanska sidan i amerikanska revolutionskriget. Han representerade delstaten Pennsylvania i USA:s senat 1789-1795.

## Affärsverksamhet och familjeliv
Morris flyttade 13 år gammal till Oxford, Maryland, där han bodde hos sin far, tobaksfabrikanten Robert Morris. Han startade redan 1757 tillsammans med Thomas Willing företaget Willing & Morris, ett rederi som var också med inom bankbranschen. Rederiet var verksamt fram till 1779 och skickade skepp till Indien, Kina och Levanten. Willing & Morris sysslade även med slavhandeln. I Pennsylvania inleddes 1780 det gradvisa avskaffandet av slaveriet.
Robert Morris gifte sig 1769 med den 20-åriga Mary White, syster till den blivande biskopen William White. Paret fick fem söner och två döttrar. Morris besökte svågerns anglikanska församlingar i Philadelpia i St. Peter's Church på Pine Street och Christ Church på 2nd Street. Speciellt St. Peter's Church blev sedan känd som en kyrka som många ledamöter av kontinentala kongressen besökte.

## Politisk karriär

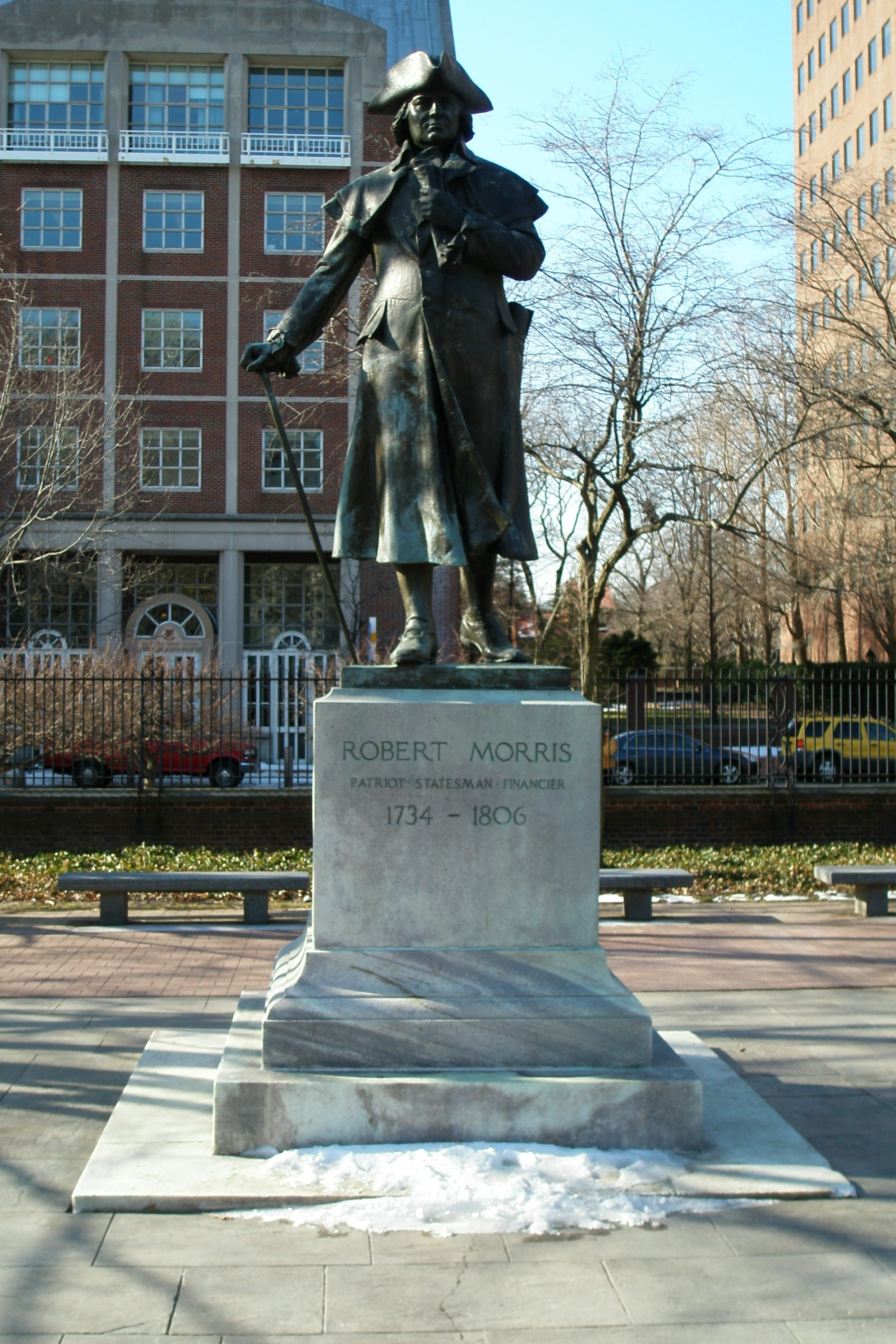
Morris staty i Philadelphia.

Morris representerade Pennsylvania i kontinentala kongressen 1775-1778. Han röstade först emot självständigheten 1776 men gick sedan ändå med på att underteckna självständighetsförklaringen. Två år senare fick han även underteckna konfederationsartiklarna. Hans förmögenhet växte under revolutionskriget tack vare kapare, legala sjörövare med kaparbrev från myndigheterna som plundrade brittiska skepp. Ändå blev också många av hans egna skepp kapade av fiendesidan. Han kritiserades bland andra av Thomas Paine för att ha profiterat på kriget.
Medan USA ännu som konfederation inte hade någon federal regering, fick Morris som finanssuperintendent (Superintendent of Finance) fungera som de facto finansminister 1781-1784. Endast Morris innehade ämbetet som 1784 ersattes av en kommitté som bestod av tre personer. Morris lyckades 1781 få ett lån från Frankrike som möjliggjorde grundandet av Bank of North America i januari 1782. Bankens ursprungliga uppgift var finansieringen av kriget mot Storbritannien. Morris betalade soldaternas löner delvis ur egen ficka. Hans medarbetare under tiden som superintendent var Gouverneur Morris. De två männen som inte var släkt med varandra gjorde finanspolitiska planer som påverkade ännu den första finansministern Alexander Hamiltons politik i USA:s första federala regering. Morris föreslog redan 1782 grundandet av ett myntverk men United States Mint grundades först tio år senare efter ett förslag från Hamilton.
Robert Morris deltog i 1787 års konstitutionskonvent. Även Gouverneur Morris, som var en av de mest aktiva deltagarna, deltog efter att ha blivit föreslagen som delegat av Robert Morris som själv inte var lika aktiv i dryftandet av konstitutionen. Hans egen främsta prestation var att han nominerade George Washington till konstitutionskonventets ordförande.
Robert Morris tackade nej till att bli USA:s första finansminister. Han föreslog Hamilton i stället som också fick ämbetet. Han representerade Pennsylvania i den första amerikanska kongressen som senator. Genom lottning avgjordes att kollegan William Maclay fick en tvåårig mandatperiod, medan Morris fick en sexårig, det vill säga hans mandatperiod sträckte ut även till den andra och tredje kongressen.
Robert Morris College i Illinois och Robert Morris University i Pennsylvania har fått sina namn efter Robert Morris. Hans grav finns på kyrkogården av Christ Church i Philadelphia. Hans son Thomas Morris var ledamot av USA:s representanthus 1801-1803.